# Polimerni materijali
Polimerni materijali su tehnički upotrebljive tvari kojima osnovu čine polimeri. Ubrajaju se među najvažnije tehničke materijale današnjice. Najviše služe kao konstrukcijski materijali i upotrebljavaju se svuda gdje i uobičajeni materijali – metali, drvo, keramika, staklo, tekstilna vlakna, kaučuk, guma, ali su zbog svojih posebnih svojstava našli i posebnu primjenu te omogućili napredak u mnogim područjima ljudske djelatnosti. Prirodne polimerne materijale koristio je čovjek od svojega postanka. Prvi polimerni polusintetski proizvod, celulozni nitrat, dobiven je 1845., a svojstva su mu poboljšana 1870., kada se kao omekšavalo dodao kamfor te se tako proizveo celuloid. Prvi potpuno sintetski polimerni materijal pripravio je 1907. Leo Hendrik Baekeland reakcijom fenola i formaldehida te umrežavanjem u čvrsti i tvrdi materijal, koji se ubrzo, pod imenom bakelit, počeo koristiti kao vrstan električni izolator. Industrijska proizvodnja polimernih materijala u većem je opsegu započela između 1930. i 1940., a već 1979. po volumenu je premašila proizvodnju čelika.
Prirodni polimerni materijali su drvo, papir, biljna i životinjska vlakna, prirodni kaučuk, prirodne smole, neki silikatni proizvodi. Sintetski polimerni materijali proizvode se kemijskim reakcijama (polimerizacija) od monomera dobivenih uglavnom iz nafte i prirodnoga plina, a glavne su vrste poliplasti, elastomeri (kaučuk i guma) i kemijska vlakna.

## Poliplasti
Poliplasti (trgovački naziv plastika, prije nazivani i plastičnim masama) najčešće se upotrebljavaju kao konstrukcijski materijali, a prema ponašanju tijekom preradbe i prema svojim uporabnim svojstvima dijele se na plastomere i duromere:
- plastomeri su građeni od ravnolančanih ili granatih makromolekula velikih relativnih molekularnih masa. Zagrijavanjem do temperature mekšanja ili taljenja ne mijenjaju kemijsku strukturu, nego samo agregatno stanje. Mogu se po volji oblikovati, a uzastopno mekšanje i skrućivanje moguće je ponavljati bez bitnih promjena temeljnih svojstava.
- duromeri se u konačnom obliku sastoje od gusto prostorno umreženih makromolekula. Proizvode se tako da prvo polikondenzacijom monomera nastaju viskozni ili lakotaljivi pretpolimeri (smole) pogodni za oblikovanje i preradu, zatim se smole zagrijavanjem i dodatkom reaktivnih spojeva (umrežavala) nepovratno povezuju i otvrdnu u netopljive i netaljive materijale velike čvrstoće, tvrdoće i toplinske postojanosti.

Polimerne tvari rijetko se koriste u izvornu obliku u kakvu nastaju polimerizacijom, već im se primješavaju mnogobrojni dodatci (aditivi), koji im i u malim udjelima bitno poboljšavaju neka svojstva (mehanička, površinska, optička, kemijska, postojanost prema toplini i svjetlosti, preradljivost) i čine ih tehnički uporabljivim materijalima. Dodatkom omekšavala (plastifikatora) nekim se plastomerima, posebno poli(vinil-kloridu), poboljšavaju preradbena i uporabna svojstva. Miješanjem dvaju ili više polimera dobivaju se smjese polimera s poboljšanim ili čak novim svojstvima. Ugradnjom ojačala (na primjer staklenih ili ugljičnih vlakana) u polimernu osnovu nekih polimernih materijala, na primjer nezasićenih poliestera, dobivaju se kompozitni materijali (kompoziti) bitno povećane čvrstoće. Polimerni materijali u pjenastom (spužvastom) obliku, kao što su na primjer pjenasti poliuretan i pjenasti polistiren, imaju izvrsna toplinska i zvučna izolacijska svojstva. U novije doba izrađuju se i mnogobrojni polimerni materijali posebnih svojstava, napose električki vodljivi polimerni materijali, polimerni svjetlovodni kabeli (optička vlakna), polimerni materijali na bazi tekućih kristala prestižnih mehaničkih svojstava, toplinski postojani polimerni materijali, nanokompoziti, dendrimeri, takozvani inteligentni polimerni materijali.
U istim područjima primjene polimerni materijali pokazuju, u usporedbi s uobičajenim materijalima, bolja svojstva. Tako na primjer ne hrđaju kao metali, ne razbiju se lako kao staklo, prema vlazi su otporniji od papira. Smatra se da je već danas gotovo 20% plastike nemoguće zamijeniti alternativnim materijalima. Polimerni materijali imaju veliku važnost kao ambalaža (folije, boce, pakiranja prehrambenih i farmaceutskih proizvoda), u građevinarstvu (vrata i prozori, krovovi, odvodne cijevi), u elektroindustriji (izolacija kabela, električni i elektronički uređaji), automobilskoj industriji (odbojnici, armaturne ploče, tapeciranje), za izradbu namještaja, kućanskih i uredskih aparata i potrepština i slično.
Zbrinjavanje iskorištene plastike jedan je od prioriteta u zaštiti okoliša, pa je i oporaba (recikliranje) važan dio industrije polimernih materijala. Neke vrste sortiranog i razmjerno čistoga plastomernog otpada mogu se ponovno izravno preraditi u gotove proizvode ili se toplinskom obradom i razgradnjom regenerirati u polazne sirovine. Intenzivno se istražuju bioplastika (od sirovina iz obnovljivih izvora), razgradljiva (toplinom, vlagom, ultraljubičastim zračenjem) i biorazgradljiva plastika (djelovanjem mikroorganizama).
Danas se proizvodi više od 50 temeljnih vrsta polimernih materijala, a glavninu (gotovo 80%) čine njih pet: različiti tipovi polietilena (32%), polipropilen (20%), poli(vinil-klorid) (16,5%), polistiren i polietilentereftalat (PET). Godine 2004. u svijetu je proizvedeno 224 milijuna tona plastike, od toga 29% u istočnoj Aziji, 26% u Sjevernoj Americi, 24% u zemljama EU-a, 9% u istočnoj Europi, a po 6% u Japanu, Africi i na Bliskom istoku.
Polimerni materijali počeli su se u Hrvatskoj proizvoditi od uvoznih sirovina odmah nakon Drugog svjetskog rata. Tako je već 1945. u Chromosu u Zagrebu počela proizvodnja fenolformaldehidnih smola, a 1961. i polistirena. U Kaštel Sućurcu izgrađena je 1950. tvornica vinil-klorida i poli(vinil-klorida), a u Zagrebu 1963. tvornica Organska kemijska industrija (OKI), koja je proizvodila polietilen niske gustoće, obični i pjenasti polistiren. Proizvodio se i polistiren povećane udarne čvrstoće (DOKI). Godine 1974. izgrađena je INA – Petrokemijska industrija u Omišlju s velikim kapacitetima za proizvodnju vinil-klorida i polietilena niske gustoće. Danas se u Hrvatskoj u većem opsegu proizvode samo polietilen niske gustoće, polistiren i poli(vinil-klorid), no u znatnom je opsegu zastupljena preradba uvezenih polimernih materijala. Veće proizvodne kapacitete imaju DIOKI (Zagreb i Omišalj), Chromos –Tvornica smola i Oriolik. Godine 2004. hrvatska je proizvodnja polimernih materijala iznosila 183 200 tona.

## Prerada polimernih materijala
Proizvodnja poluproizvoda i gotovih proizvoda od polimernih materijala zasniva se na izradbenim postupcima praoblikovanja i preoblikovanja svojstvenima za tu vrstu materijala, te postupcima odvajanja (sječenje, obrada odvajanjem čestica, kao na primjer piljenje, glodanje ili bušenje), povezivanja (varenje, lijepljenje), prevlačenja površine i mijenjanja svojstava materijala. Za postupke praoblikovanja koristi se i izraz prerada materijala, ali se zbog najšire zastupljenosti tih postupaka tako naziva mnogo šira skupina izradbenih postupaka. Za postupke preoblikovanja i odvajanja uobičajen je zajednički naziv obrada materijala.

### Preoblikovanje
Praoblikovanjem ili izvornim oblikovanjem od bezobličnih se tvari (plin, kapljevina, prašak, vlakna, strugotine, granulat, čestice geometrijski određenog oblika) dobiva kompaktno tijelo, pritom se postiže povezanost među česticama i stvara se materijal. Praoblikovanje plastomera i elastoplastomera temelji se na promjeni njihova stanja zagrijavanjem i hlađenjem. Pri praoblikovanju duromera i umreživih elastomera, stvaranje materijala prostorno umrežene strukture povezano je s jednom od polireakcija ili reakcijom umreživanja, pri kojoj istodobno nastaje i makrogeometrijski oblik tvorevine. Tako se izrađuju poluproizvodi (na primjer ekstrudirane cijevi ili kalandrirani trakovi) ili izradci (na primjer otpresci ili odljevci).

#### Isprešavanje
Isprešavanje ili ekstrudiranje je najprošireniji postupak preradbe polimernih materijala, kojim se izrađuju beskonačni proizvodi ili poluproizvodi (ekstrudati), kao na primjer krute ili gipke cijevi, štapovi i slični profili, vlakna, obloženi kabeli. To je postupak kontinuiranoga praoblikovanja protiskivanjem kapljastoga polimera kroz mlaznicu. Istisnuti polimer očvršćuje u tvorevinu hlađenjem, polimeriziranjem ili umreživanjem. 

#### Kalandriranje
Kalandriranje je izrada beskonačnih trakova praoblikovanjem visokoviskoznoga kapljastog polimera njegovim propuštanjem između parova valjaka (kalandara) s podesivim rasporom. Pritom valjci pritišću polimer, a vrpčasta tvorevina, kalandrat, očvršćuje geliranjem i hlađenjem, odnosno hlađenjem ili umreživanjem. Osim smjesa prirodnog i sintetskoga kaučuka, kalandriraju se i plastomeri. 

#### Injekcijsko prešanje
Injekcijsko prešanje najvažniji je ciklički postupak preradbe polimera, a provodi se ubrizgavanjem polimerne tvari potrebne smične viskoznosti iz jedinice za pripremu i ubrizgavanje u temperiranu kalupnu šupljinu. Tvorevina, otpresak, postaje polireakcijom ili umreživanjem, geliranjem ili hlađenjem podobna za vađenje iz kalupne šupljine. Proizvodnja pjenastih i ojačanih polimernih tvorevina vezana je uz posebnosti u građi i dobivanju praoblika reakcijskim praoblikovanjem.

#### Preoblikovanje
Preoblikovanjem se poluproizvodu (pripremku), dobivenomu jednim od postupaka praoblikovanja, mijenja oblik, uz moguće očvršćivanje. Najvažniji su postupci preoblikovanja toplo i hladno oblikovanje, puhanje i izvlačenje. Od postupaka toplog oblikovanja najproširenije je razvlačenje, koje se može provoditi mehaničkim pritiskanjem, tlakom zraka ili djelovanjem podtlaka, te njihovom kombinacijom. Puhanje šupljih tijela ciklički je postupak preoblikovanja pripremka djelovanjem stlačenoga zraka u šuplje tijelo koje učvršćuje svoj oblik hlađenjem. Ovisno o načinu izrade pripremka razlikuju se ekstruzijsko i injekcijsko puhanje.